# Terminal Rodoviário de Goiânia
O Terminal Rodoviário de Goiânia, capital do estado brasileiro de Goiás. Foi projetado pelo escritório de arquitetura goiano Grupo Quatro e o arquiteto capixaba Paulo Mendes da Rocha, vencedor do maior prêmio mundial de arquitetura, o Pritzker, em 2006.

## Localização
Localizado na avenida Goiás, em frente à Estação Goiânia, permite fácil acesso dos viajantes a diversos pontos de Goiânia. A localização em uma das principais vias de Goiânia, na saída da cidade, foi escolhida para facilitar os acessos de ônibus, e não congestionar o trânsito da região.

## História
Construído em 1986 para substituir o antigo terminal, no Lago das Rosas, que não comportava mais o grande fluxo de passageiros. 
Reinaugurado recentemente, abriga o Araguaia Shopping, opção de lazer para os goianienses e os diversos viajantes e turistas que estão presentes na rodoviária. Atualmente conta com ônibus que tem destinos pra todo o Brasil, é ponto crucial para chegada e saída de pessoas que vem para Goiás e para o Centro-Oeste.

## Estrutura
É um dos maiores terminais rodoviários do Centro-Oeste, com 40 mil m², e o maior do estado de Goiás. 24 empresas atendem na rodoviária. A rodoviária possui em sua estrutura:
- Guichês para compra de passagens 24 horas
- 45 plataformas, sendo 10 plataformas de desembarque e 35 de embarque
- Sanitários gratuitos e adaptados para APD
- Relação de 117 lojas, incluindo uma agência do Vapt-Vupt
- Praça de alimentação com lanchonetes e restaurantes
- Cinemas
- Supermercado
- Colégio de ensino médio
- posto de combustível da rede Ipiranga
- Rampas de acesso
- Telefones
- Rede de táxi com disponibilidade 24 horas
- Departamento de achados e perdidos
- Guarda-volumes
- Ponto de ônibus
- Estacionamento com mais de 800 vagas
- Posto policial